# Угон Boeing 707 в Алжир
Угон Boeing 707 в Алжир — террористический акт, организованный Народным фронтом освобождения Палестины (НФОП) в ночь с 22 на 23 июля 1968 года. Трое террористов захватили Boeing 707 авиакомпании El Al, летевший регулярным рейсом Лондон — Рим — Тель-Авив, после чего заставили капитана лететь в Алжир.
Сразу же после посадки алжирские военные освободили всех пассажиров, не являющихся гражданами Израиля, а спустя несколько дней были освобождены израильские женщины и дети. Мужчины-израильтяне и экипаж оставались в заложниках в течение 40 дней. Из-за международного давления и соглашения, заключенного при посредничестве Италии, оставшиеся заложники были освобождены в обмен на 24 палестинских террористов, содержавшихся в тюрьмах Израиля. Все заложники пережили похищение.
Это был первый случай угона гражданского самолёта на Ближнем Востоке. В последующие годы угоны стали частым явлением в израильско-палестинском конфликте. Хотя предпринимались и другие попытки захвата самолётов El Al, это первый и единственный успешный случай. В результате событий, связанных с рейсом 426, El Al значительно ужесточил меры безопасности, что сделало её одной из самых безопасных авиакомпаний в мире.

## Предыстория
После победы в Шестидневной войне Израиль оккупировал Западный берег реки Иордан и сектор Газа, в качестве мести различные палестинские группировки начали волну террористических актов, направленных против израильтян, как в самом Израиле, так и за его пределами. Одной из недавно созданных террористических группировок был Народный фронт освобождения Палестины (сокр. НФОП, араб. الجبهة الشعبية لتحرير فلسطين‎) — палестинская организация марксистско-ленинского толка, основанная Жоржем Хабашем.

## Угон
Фактическим организатором угона являлся Вадей Хаддад, командир вооруженного крыла НФОП. Boeing 707, с бортовым номером 4X-ATA, следовавший из Лондона в Тель-Авив с остановкой в Риме, вылетел из Рима 22 июля 1968 года в 23.07 по местному времени с 48 людьми на борту (из которых 10 были членами экипажа) и примерно через 20 минут после взлета был захвачен тремя террористами (два палестинца и один сириец), вооружёнными автоматами и ручными гранатами. Затем один из похитителей приказал пилоту изменить курс на Алжир. Двое других нападавших держали пассажиров в заложниках. Один из них кричал: «У меня нет ни отца, ни матери. Они погибли в шестидневной войне. (…) Мне плевать, если я взорвусь вместе с вами.»
Самолёт прибыл в аэропорт Дар-эль-Бейда в Алжире (с 1979 года международный аэропорт Хуари Бумедьен) 23 июля в 00.37 по местному времени. Похитители потребовали освободить неопределённое количество арабских заключённых из израильских тюрем в обмен на заложников. Накануне лидер НФОП Жорж Хабаш прибыл в Алжир и потребовал полной дипломатической и материальной поддержки своей группы. Алжир сочувствовал похитителям (годом ранее, во время Шестидневной войны он официально объявил войну Израилю и считал El Al военизированной организацией), и сотрудничал с ними, удерживая пассажиров в заложниках. По прибытии алжирские силы безопасности освободили 26 пассажиров неизраильского и нееврейского происхождения, которые были доставлены в Париж на борту алжирской национальной авиакомпании Air Algerie. Однако оставшиеся 12 пассажиров и десять членов экипажа были задержаны и заключены в казармы недалеко от аэропорта. Три дня спустя, 27 июля, были освобождены женщины и дети, которые вылетели в Израиль через Женеву. Мужчины продолжали оставаться в заключении..
Палестинские террористические группировки Организация освобождения Палестины и ФАТХ направили представителей в Алжир с требованием освободить заложников только в обмен на около 1200 арабов, заключённых в тюрьмы Израиля. Ирак поддержал эту просьбу, а также потребовал вернуть МиГ-21, на котором иракский летчик Мунир Редфа бежал в Израиль двумя годами ранее. Египет, Иордания и Сирия хотели включить в список требований возвращение территорий, захваченных Израилем во время Шестидневной войны.
Алжир испытывал растущее международное давление с целью освободить заложников. Израиль обратился за помощью к ООН и Международной организации гражданской авиации, но безуспешно. Международная федерация ассоциаций пилотов авиакомпаний объявила, что начнёт бойкот полетов в Алжир 19 августа, если заложники не будут освобождены. Swissair, Alitalia и Air France объявили об аналогичном решении. Правительству Алжира пришлось искать дипломатическое решение.
Соглашению между Израилем и Алжиром помогло итальянское правительство. Когда появились первые сообщения о продолжающихся переговорах, бойкот был отменен. Алжир объявил, что освободит заложников и вернет самолёт, если Израиль сделает жест доброй воли и освободит несколько палестинских заключённых. Оставшиеся израильские заложники были освобождены 1 сентября 1968 года после пяти недель заключения. Днём позже Израиль объявил, что передаст Международному комитету Красного Креста 24 арабских заключенных, «у которых нет крови на руках». По данным BBC, это был самый продолжительный захват коммерческого рейса, длившийся 40 дней.
Самолёт был вывезен из Алжира экипажем Air France.

## Последствия
Израиль и его национальная авиакомпания El Al приняли самые строгие меры безопасности в области пассажирских авиаперевозок в ответ на угон самолёта. Были введены две новые меры безопасности. Одна из них состояла профилировании пассажиров , другой — в немаркированном вооруженном сопровождении отдельных рейсов, то есть введены так называемые воздушные маршалы. Хотя в последующие годы авиакомпания столкнулась с новыми попытками угона самолётов, ни одна из них не увенчалась успехом.
В рядах НФОП преобладали смешанные чувства. Хотя похищение прошло успешно и удалось освободить несколько арабских заключенных, они были разочарованы тем, что правительство Алжира вернуло самолёт в Израиль и освободило оставшихся заложников, не посоветовавшись с группировкой. Также выяснилось, что фактическое планирование всего мероприятия было не совсем удачным. Согласно первоначальным предположениям организаторов атаки, на самолёте должен был лететь израильский генерал Ариэль Шарон, во время Шестидневной войны командовавший одной из танковых дивизий на Синайском полуострове. В момент похищения он летел в Израиль рейсом из Парижа.
Угон рейса 426 создал прецедент. Хотя угоны имели место в прошлом, это был первый случай угона с политическими требованиями. Шесть месяцев спустя, 26 декабря 1968 года, два члена НФОП атаковали другой регулярный рейс El Al, на этот раз рейс 253, следовавший из Тель-Авива в Нью-Йорк с остановкой в Афинах. В аэропорту Афин злоумышленники открыли огонь из автоматов по находившемуся примерно в 180 метрах от них самолёту Boeing 707, который собирался взлететь. Они серьёзно повредили самолёт, в результате чего один пассажир погиб, а двое получили ранения. Двумя днями позже спецназ израильской армии нанес ответный удар по международному аэропорту в столице Ливана Бейруте, уничтожив тринадцать пустых авиалайнеров, принадлежащих ливанским компаниям Middle East Airlines и Air Libea. Совет Безопасности ООН осудил нападение Израиля в Резолюции 262.
В последующие месяцы террористы НФОП захватили ряд рейсов различных западных авиакомпаний: в октябре 1969 г., они угнали в Дамаск рейс 840 TWA, в феврале 1970 г. они взорвали рейс Swissair 330, а в июле 1970 г. угнали самолёт авиакомпании Olympic Airways. В сентябре 1970 года они предприняли попытку одновременного угона четырёх самолётов. Три случая оказались успешны, однако при попытке угнать самолёт El Al, следовавший из Нью-Йорка в Тель-Авив, похитители потерпели неудачу. Три дня спустя они угнали самолёт BOAC, следовавший из Мумбаи в Лондон. Четыре угнанных самолёта были взорваны на аэродроме «Досонс Филд» в Иордании. После этих событий король Иордании Хусейн изгнал палестинские вооруженные группы из страны в ходе событий, известных как «Черный сентябрь». Ещё больше внимания было уделено угону самолёта Air France, следовавшего из Тель-Авива в Париж с остановкой в Афинах, который был похищен НФОП в сотрудничестве с западногерманской террористической группировкой «Революционные ячейки» в июле 1976 года в аэропорт Энтеббе, Уганда. Большинство пассажиров были освобождены во время спасательной операции, проведённой израильским спецназом под руководством Йонатана Нетаньяху (брата будущего премьер-министра Израиля Биньямина Нетаньяху).
Двое из угонщиков рейса № 426 принимали участие в аналогичных терактах в следующие годы:
- Али Шафик Ахмед Таха, также известный как «капитан Рифаат», руководил взрывом бомбы в офисе El Al в Брюсселе в 1969 году[28]. В мае 1972 года он организовал угон самолёта компании Sabena, выполнявшего регулярный рейс Брюссель—Вена—Тель-Авив. Угонщики из террористической группы «Черный сентябрь» захватили самолёт после остановки в Вене, после чего они решили продолжить полёт в первоначальном направлении, но потребовали освободить 315 осуждённых палестинских заключённых в Тель-Авиве, угрожая взорвать бомбу на борту[29]. Во время спасательной операции, которая была первой в мире, израильским спецназовцам удалось освободить всех 86 пассажиров, взятых в заложники[30]. Двое из четырёх похитителей, в том числе Али Шафик Ахмед Таха, были убиты, а ещё арестованы[31].
- Юсуф Чатиб возглавил группу из пяти членов НФОП, которые в феврале 1972 года угнали рейс 649 авиакомпании Lufthansa, следовавший из Токио во Франкфурт[9]. После остановки в Дели, они захватили самолёт, на котором вылетели в Аден. Здесь они держали заложников-мужчин и угрожали взорвать бомбу на борту самолёта, если Lufthansa не заплатит выкуп в размере 5 миллионов долларов. В конце концов выкуп был выплачен[32].